# Малый скрытоух
Малый скрытоух (лат. Cryptotis parva) — вид млекопитающих семейства землеройковые (Soricidae) и одно из самых маленьких млекопитающих  Северной Америки.

## Описание
У малого скрытоуха длинная заостренная морда и хвост, который никогда не превышает длины его задней ноги более чем в два раза. Густой серовато-коричневый или рыжевато-коричневый мех на спине, и светлый или почти белый брюшке. Окраска этой землеройки становится светлее летом и темнее зимой. Глаза малого скрытоуха маленькие, а уши полностью скрыты под коротким мехом. Малые скрытоухи очень плохо видят и ориентируются с помощью слуха и обоняния. 

## Распространение
Он встречается на лугах южной Канады, в  восточных и центральных Соединенных Штатах и в Мексике. В Канаде только небольшая популяция этого вида была обнаружена в Лонг-Пойнт в Онтарио. Вид обитает на высотах от 0 до 2750 м над уровнем моря.
Малый скрытоух обычно встречается в открытой местности с густой травянистой растительностью. Они обитают в луговых степях, на болотах и лугах. Большинство землероек предпочитают эти влажные местообитания, но малый скрытоух также обитает в сухих возвышенностях Этот вид можно встретить на лугах, полях и заросших сорняками территориях, где растительность привлекает насекомых, входящих в его рацион.

## Поведение
Эта крошечная землеройка активна в любое время дня, но, в основном, ночью. Ориентируясь с помощью обоняния и осязания, vалый скрытоух роет рыхлую почву и опавшие листья в поисках добычи на поверхности земли. Поведение особей в неволе предполагает, что они также способны рыть туннели во влажной почве в поисках пищи, как это делают кроты. Однако, в основном, она населяют норы, построенные другими млекопитающими.
Рацион этого вида состоит из мелких беспозвоночных, таких как гусеницы, личинки жуков, дождевые черви, многоножки, слизни и мокрицы. Они также могут питаться трупами мертвых животных и небольшим количеством семян или ягод. Эта землеройка съедает свою добычу целиком. Но, когда малые скрытоухи едят сверчков или кузнечиков, они сначала откусывают своей жертве голову, а потом  съедают только внутренние органы. Отражая нападения более крупного животного, она будет укусить конечности, таким образом  нарушив двидения своего противника. Они также при охоте за ящерицами пытаются укусить их  за хвост  с тем, чтобы ящерица отбросила хвост и обеспечила землеройку пищей. Малый скрытоух также иногда живет внутри ульев, поедая множество личинок пчёл.  В течение суток они съедают больше своего веса и, кроме того, способны  устраивать запасы пищи.
Малые скрытоухи живут в норах или неглубоких ходах под плоскими камнями или упавшими бревнами. Их норы имеют диаметр около 2,5 см, длину от 25 см до 1,5 м и редко они опускаются под землю, чем глубже чем на 20 см. Большинство землероек агрессивны по отношению друг к другу, но этот вид является социальным видом и кооперируется при рытье нор и часто спит с вместе другими особями того же вида. От 2 до 31 экземпляра этих землероек могут жить вместе одной группой, хотя чаще всего их находят в группах в зимнее время, так как они объединяются, чтобы уменьшить потери тепла. Малые скрытоухи  перед появлением потомства устравиают гнёзда, выстилая свои норы листьями и травой. Сезон размножения длится с начала марта до конца ноября. Самки приносят два или более помёта за сезон. Каждый помёт будет состоять примерно из трех-шести детенышей, каждый весом около 0,3 г. Детеныши быстро растут и достигают размеров взрослой особи примерно через месяц. Продолжительность беременности  21–23 дня. При рождении детеныши глухие, слепые и голые. В возрасте 14 дней у них открываются глаза и они покрываются мехом. К 21 дню они весят около 4-5 г, к этому времени заканчивается вскармливание материнским молоком. Продолжительность жизни редко превышает год. Естественными хищниками этого вида являются совы, ястребы, лисицы, еноты, скунсы и змеи.

## Эволюционная история
Эволюционный анализ показывает, что, по-видимому, землеройки произошли в Европе от предка Crocidosorex и перешли через Берингов мост (в то время Бурингова пролива не было, и суша была в этом районе выше уровня моря) в Неарктику, состоящую из Северной и Центральной Америки. Самые ранние ископаемые находки землероек, Crocidosorex piveteaui, относятся к семейству Soricidae и датируются эпохой Олигоцена, но считается, что землеройки возникли ещё раньше в конце эоцена  (то есть 30-40 миллионов лет назад). Ведутся споры о том, существовало четыре или пять древних подсемейств, хотя на сегодняшний день сохранилось только два: Soricinae и Crocidurinae. После того, как потомки Crocidosorex пересекли Северную Америку, подсемейство Soricidae  в миоцене дало начало роду Antesorex. В позднем миоцене они разделились на Adeloblarina и Alluvisorex. От Adeloblarina в плиоцене отделились два рода, Blarina и Cryptotis. Затем из рода Cryptotis произошел малый скрытоух, Cryptotis parva.
Примитивные черты Cryptotis parva предполагают его древнее происхождение. У них отсутствуют скуловые дуги, которые характерны для большинства млекопитающих. Нижняя челюсть также имеет более примитивную структуру с двойной сочленяющейся поверхностью. Полушария головного мозга относительно малы, а развитие их отвечает за манипулятивные способности. Однако обонятельная доля хорошо развиты, что показывает важность способности обоняния для выживания землеройки. Репродуктивные и мочевыделительные протоки соединены в одном внешнем отверстии, называемом клоакой, что является примитивным признаком, не встречающимся у высших млекопитающих. Еще одна необычная для млекопитающих черта заключается в том, что семенники находятся внутри брюшной полости.

## Исследования
Малый скрытоух используется в медицинских исследованиях, в частности, в качестве моделей для исследования физиологии рвоты.  Для исследований, как дельта-9 тетрагидроканнабинол предотвращает рвоту в каннабиноидных рецепторах. Эти работы особенно полезны для больных раком, поскольку химиотерапевтические препараты, такие как цисплатин, вызывают тошноту и рвоту.

## Угрозы
Малый скрытоуха занесена в список находящихся под угрозой исчезновения в Коннектикуте и в Пенсильвании. Наибольшую угрозу для этого вида представляет освоение прибрежных человеком местообитаний, в частности дюн и болот.